# Deep Space Network

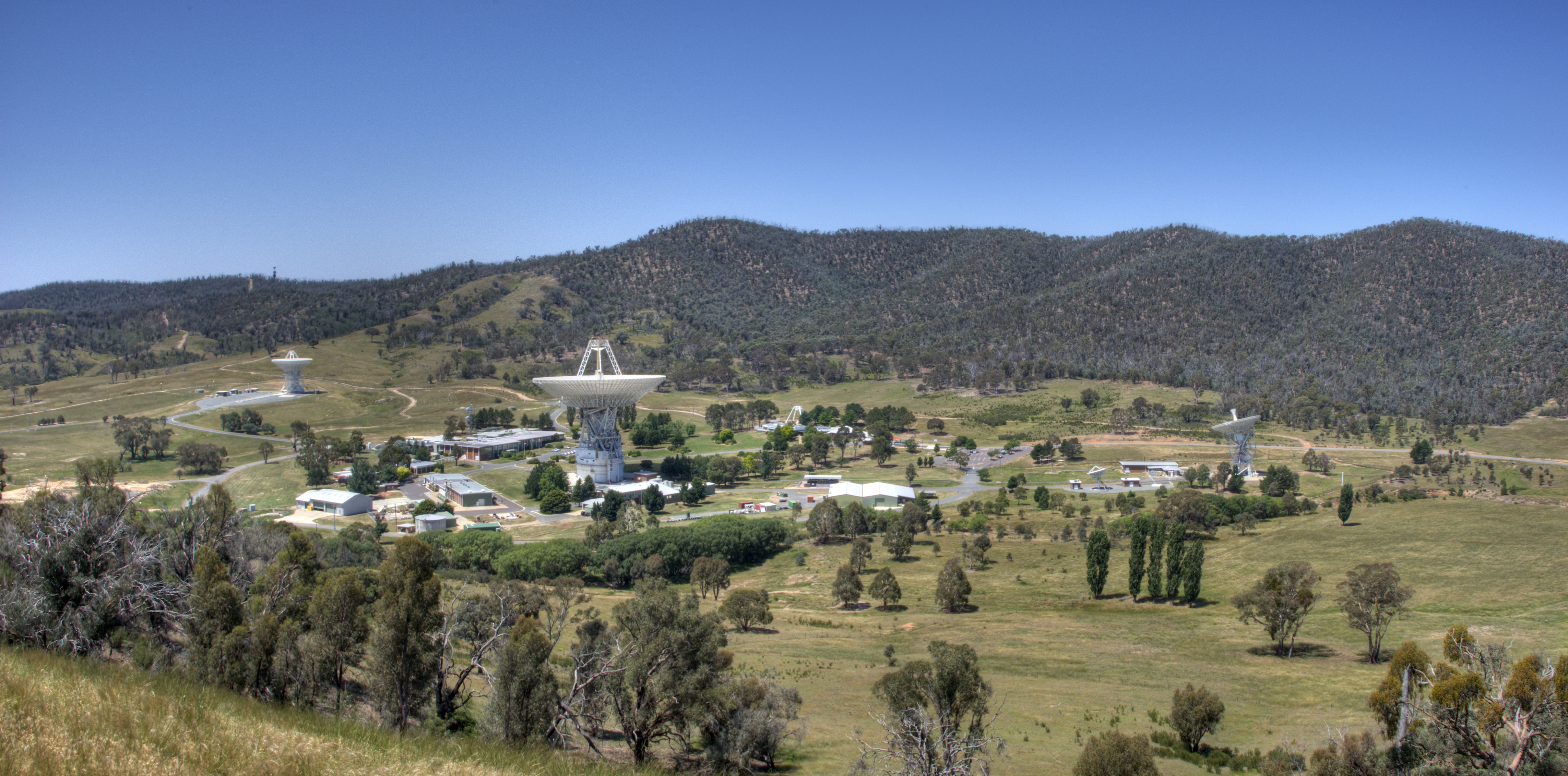
Het Deep Space Network complex in Canberra in 2008

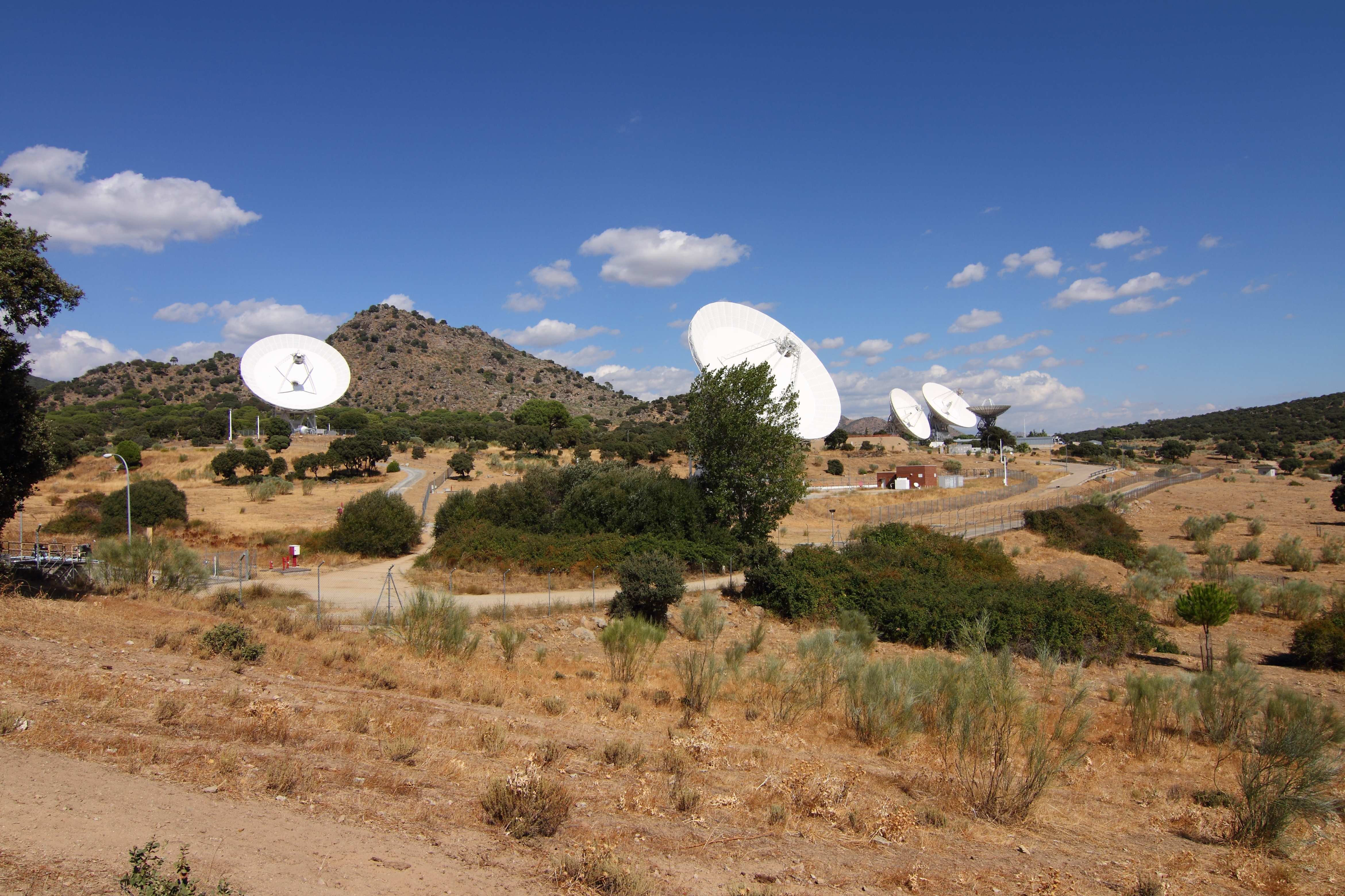
De antennes in Spanje

Deep Space Network is een wereldwijd netwerk van zeer krachtige radiozenders en zeer gevoelige ontvangers dat wordt gebruikt voor communicatie met ver van de aarde verwijderde ruimtevaartuigen. Dit netwerk bestaat uit drie centra: één in Spanje (Madrid), één in de Verenigde Staten (in Goldstone, Californië) en één in Australië (Canberra). In elk van de drie centra staat een 70-meter-schotelantenne en enkele kleinere die het contact onderhouden met ruimtevaartuigen zoals de Voyager 1  en Voyager 2 die zich al buiten het zonnestelsel bevinden. De schotels worden bediend vanuit het Jet Propulsion Laboratory in Pasadena, Californië. Het netwerk dateert van 1959. Het voert 35 tot 40 missies per jaar uit. Dit aantal zal waarschijnlijk blijven groeien door de toename van het aantal ruimtemissies en het langer duren van huidige missies zoals de Voyagers.
|  |

## Werking

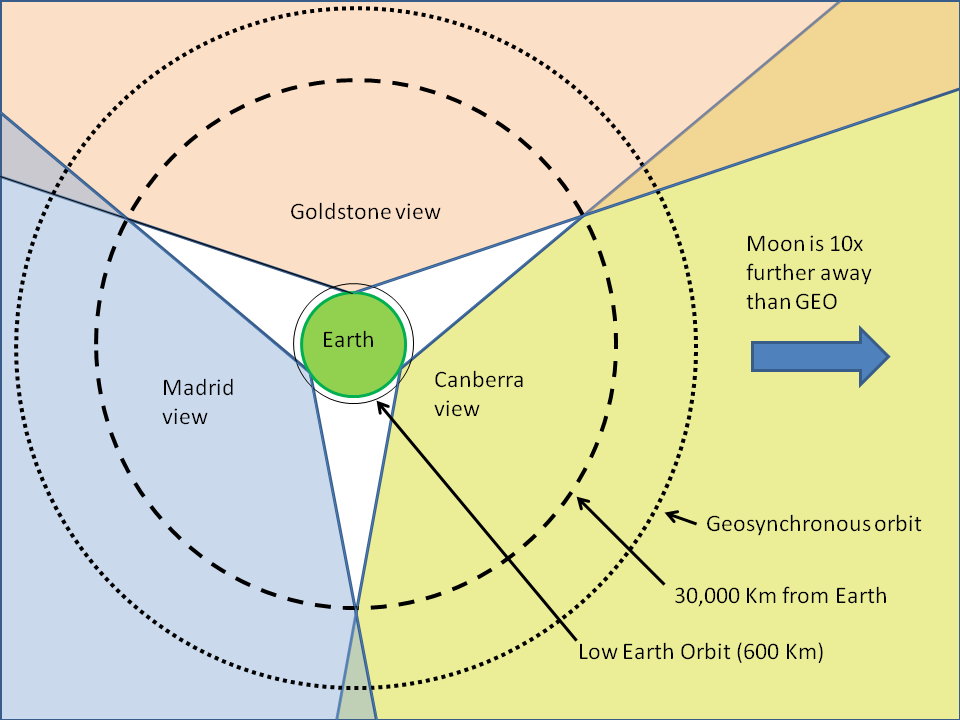
Het gezichtsveld van de drie antennes

De aarde is een bol en de schotelantennes staan 120 graden uit elkaar. Op deze manier kan in alle richtingen altijd contact gemaakt worden gedurende 8 tot 14 uren per station met de ruimtesondes. De stations bevinden zich in afgelegen gebieden zodat de zwakke signalen niet vervuild worden door interferenties met hoogspanningsleidingen, radio- en televisiestations en huishoudelijke en industriële storingsbronnen.

## Functies
Tot de functies van het DSN-netwerk behoren onder meer de volgende taken:
- verzenden van instructies naar ruimtevoertuigen die zich verder dan een lage baan om de aarde bevinden
- ontvangen van telemetriegegevens van ruimtetuigen
- vaststellen van positie en snelheid van ruimtetuigen
- wetenschappelijke gegevens van ruimtetuigen ontvangen
- meten van variaties in radiogolven voor de studie van deze golven
- radio-telescopische metingen (VLBI-metingen)
- controle van het Deep Space Network